# Jeff Bezos
Jeffrey Preston Bezos (nascido Jeffrey Preston Jorgensen; Albuquerque, 12 de janeiro de 1964) é um empresário e engenheiro eletricista estadunidense, conhecido por fundar a empresa aeroespacial Blue Origin e ter sido o fundador, presidente e CEO da Amazon, uma das mais importantes empresas de comércio eletrônico dos Estados Unidos e do mundo.
Bezos nasceu em Albuquerque, no Novo México e cresceu em Houston, Texas. Graduou-se na Universidade de Princeton em 1986 com a graduação em engenharia elétrica e informática. Passou a trabalhar em Wall Street em uma variedade de campos relacionados de 1986 até o início de 1994. Bezos fundou a Amazon.com no final de 1994. A empresa começou com o comércio de livros e expandiu para uma grande variedade de produtos e serviços, e mais recentemente começou a investir em transmissões de vídeo e áudio. Atualmente, é a maior empresa online de vendas do mundo, bem como o maior fornecedor mundial de serviços de infraestrutura em nuvem através do seu braço Amazon Web Services. Bezos também tem uma série de outros investimentos empresariais que são gerenciados através de Bezos Expeditions.
Bezos diversificou seus interesses comerciais quando fundou a empresa aeroespacial Blue Origin em 2000. Ele comprou o jornal The Washington Post em 2013 por US$ 250 milhões em dinheiro. A Blue Origin começou a testar os voos para o espaço em 2015 e os planos para o voo espacial humano suborbital comercial começaram a partir de 2018.
Em janeiro de 2018, após a inauguração da primeira unidade da Amazon Go em Seattle, Jeff Bezos tornou-se o homem mais rico da história desde 1982, com uma fortuna de US$ 113 bilhões de dólares.
Em agosto de 2020, conforme levantamento da revista Forbes, Bezos alcançou uma fortuna de mais de US$ 200 bilhões. Ele é o primeiro a alcançar esta marca desde que a revista começou monitorar bilionários, em 1982.
Em 2021, Bezos saiu da Amazon, segundo ele, para ficar em outros projetos como a direção do Washington Post e sua empresa espacial, Blue Origin. No dia 20 de julho de 2021, Jeff Bezos voou ao espaço ao lado de seu irmão, Mark Bezos. O voo durou mais de 10 minutos, atingindo um apogeu de 66,5 milhas.

## Infância e educação
Jeff Bezos nasceu em 12 de janeiro de 1964, em Albuquerque no Novo México de uma mãe adolescente, Jacklyn Gise Jorgensen e o pai Ted Jorgensen. Ted nasceu em Chicago. Seus ancestrais maternos eram colonos que viviam no Texas e, ao longo das gerações, adquiriram um rancho de 25 000 acres perto de Cotulla, Texas. A partir de março de 2015, as propriedades de sua família estavam entre as maiores do estado. O avô materno de Bezos era Lawrence Preston Gise, um diretor regional da Comissão de Energia Atômica dos Estados Unidos (AEC) em Albuquerque. Gise se aposentou cedo e foi para o rancho, onde Bezos passou muitos verões ainda jovem trabalhando com ele.
A mãe de Bezos, Jacklyn (nascida em 1946) tinha dezessete anos e ainda estava no ensino médio no momento do seu nascimento. Seu casamento com Ted Jorgensen durou um pouco mais de um ano. Em abril de 1968 (quando Jeff tinha 4 anos), ela se casou com seu segundo marido, Miguel "Mike" Bezos, um imigrante cubano que chegou sozinho nos Estados Unidos quando tinha quinze anos. Mike Bezos tinha trabalhado na Universidade do Novo México. Ele se casou com Jacklyn e adotou Jeff Jorgensen, de 4 anos, cujo sobrenome mudou para Bezos. Após o casamento, a família se mudou para Houston e Mike trabalhou como engenheiro para a Exxon. Bezos frequentou a Escola Primária River Oaks em Houston do quarto ao sexto ano.
Jeff Bezos frequentemente mostrava interesses científicos e proficiência tecnológica; ele uma vez manipulou um alarme elétrico para manter os seus irmãos mais novos fora de seu quarto. A família mudou-se para Miami, Flórida onde frequentou o Miami Palmetto High School. No ensino médio, ele frequentou o Programa de Treinamento de Ciências Estudantis na Universidade da Flórida, recebendo um Prêmio Cavaleiro de Prata em 1982. Ele foi o aluno laureado do ensino médio.
Em 1986, Bezos formou-se Phi Beta Kappa da Universidade de Princeton com licenciatura em engenharia elétrica e ciência da computação. Em Princeton, foi eleito para Tau Beta Pi e atuou como presidente do capítulo Princeton dos Estudantes para Exploração e Desenvolvimento do Espaço.

## Carreira

### Início da carreira
Depois de se formar em Princeton, Bezos trabalhou em Wall Street no campo da informática. Depois então ele trabalhou na construção de uma rede de comércio internacional para uma empresa conhecida como Fitel. Ele trabalhou na Bankers Trust. Mais tarde, ele trabalhou em oportunidades de negócios com acesso à Internet em fundos de cobertura na empresa D. E. Shaw & Co.

### Amazon.com
Bezos fundou a Amazon.com em 1994 depois de fazer uma viagem de cross-country de Nova Iorque para Seattle, escrevendo o plano de negócios da Amazon no caminho. Inicialmente instalou a empresa em sua garagem. Ele deixou seu trabalho bem remunerado em um fundo de cobertura da cidade de Nova Iorque depois de aprender "sobre o rápido crescimento do uso da Internet", que coincidiu com uma nova decisão do Supremo Tribunal dos EUA que dispensou as empresas de pedidos por correspondência de cobrar impostos sobre vendas nos estados onde eles não têm presença física. Os pais de Bezos investiram US$ 300 000 de suas economias de aposentadoria na Amazon.
Bezos é conhecido por sua atenção aos detalhes do negócio. Conforme descrito por Portfolio.com, ele "é ao mesmo tempo um magnata feliz e um notável micromanager [...] um executivo que quer saber sobre tudo, desde minúcias do contrato até a forma como ele é citado em todos os comunicados de imprensa da Amazon".
No sábado, 15 de agosto de 2015, o The New York Times publicou um artigo intitulado "Inside Amazon: Wrestling Big Ideas in a Bruising Workplace" sobre as práticas comerciais da Amazon. Bezos respondeu aos seus empregados com um memorando no domingo, refutando as inferências do artigo de que a empresa era "um lugar de trabalho desesperado, distópico, onde não há diversão e nenhum riso" e para quem acreditava que aquela história era verdadeira deveria contatá-lo diretamente.
Em maio de 2016, Bezos vendeu mais de um milhão de ações de suas participações na empresa por US$ 671 milhões, tornando-se a maior quantidade de dinheiro que ele já havia levantado em uma venda de suas explorações da Amazon. Em 4 de agosto de 2016, ele vendeu outro milhão de suas ações no valor de US$ 756,7 milhões. A partir de 19 de junho de 2016, Bezos possuía 83,9 milhões de ações da Amazon, sendo 16,9% de todas as ações em circulação, com um valor de mercado de US$ 83,9 bilhões. Em 19 de janeiro de 2018, o estoque da Amazon subiu para US$ 1300 por ação, a esse preço 83,9 milhões de ações valeriam um pouco mais de US$ 109 bilhões, embora Bezos tenha vendido suas ações para aumentar o dinheiro para outras empresas desde 2016, em particular a Blue Origin.

### Blue Origin
Em 2000, Bezos fundou a Blue Origin, uma empresa de voo espacial humano, parcialmente resultado do seu fascínio pelas viagens espaciais, incluindo um interesse precoce em desenvolver "hotéis espaciais, parques de diversões, colônias e pequenas cidades para 2 milhões ou 3 milhões de pessoas vivendo em orbita da Terra". A empresa ficou em segredo por alguns anos; tornou-se publicamente conhecida apenas em 2006, quando comprou terras consideráveis no oeste do Texas para instalações de testes.
Em uma entrevista de 2011, Bezos indicou que ele fundou a empresa espacial para ajudar as "pessoas a entrar no espaço" e declarou que a empresa estava comprometida em diminuir o custo e aumentar a segurança do voo espacial. "A Blue Origin é uma das várias Startup com o objetivo de abrir viagens espaciais aos clientes pagantes. Como a Amazon, a empresa era secreta, mas em setembro de 2011 revelou-se que a Blue Origin tinha perdido um protótipo de veículo não tripulado durante um pequeno período de tempo. Embora este tenha sido um revés, o anúncio da perda revelou pela primeira vez o quão longe o time da Blue Origin havia avançado ", afirmou.
Bezos disse que o acidente não era o resultado que a Blue Origin queria, mas estavam todos conscientes sobre a dificuldade. Um perfil publicado em 2013 descreveu uma entrevista de Miami Herald em 1982 que ele deu depois que ele foi nomeado o estadista de classe do ensino médio. Bezos, de 18 anos, disse que queria construir hotéis espaciais, parques de diversões e colônias para 2 milhões ou 3 milhões de pessoas que estariam em órbita. "A ideia é preservar a terra", disse ele ao jornal ... O objetivo era poder evacuar humanos para o espaço. O planeta se tornaria um parque ". Em 2013, Bezos teria discutido oportunidades e estratégias comerciais de voos espaciais com Richard Branson, fundador da Virgin Galactic.
Em 2015, Bezos discutiu ainda mais a sua motivação para o seu negócio relacionado ao voo espacial quando anunciou um novo veículo de lançamento orbital em desenvolvimento para o primeiro voo no final de 2010. Ele indicou que as suas ambições no espaço não dependiam da localização - Marte, Lua, asteroides , etc. - "queremos ir para todos os lugares, [exigindo custos de lançamento significativamente menores.] Nosso adversário número um é a gravidade ... A visão da Blue Origin é bastante simples. Queremos ver milhões de pessoas vivendo e trabalhando no espaço. Isso vai levar muito tempo. Eu acho que é um objetivo que vale a pena".

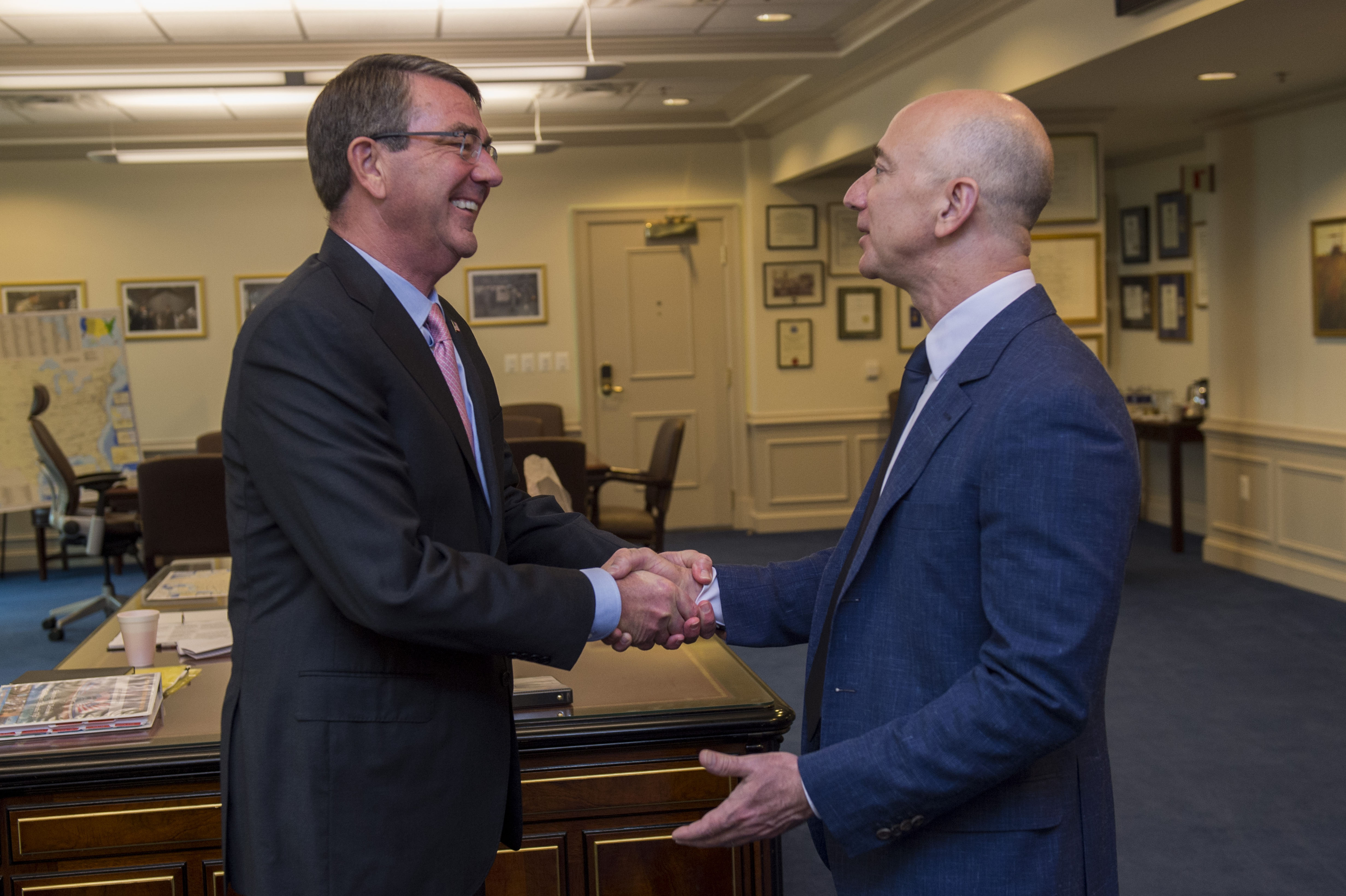
Ashton Carter, Secretário de Defesa dos Estados Unidos, e Bezos, em 2016.

Em 2016 Bezos abriu a instalação de fabricação do foguete azul para jornalistas pela primeira vez e deu entrevistas extensivas que incluíam uma articulação de sua visão para o espaço e para a Blue Origin. Bezos vê o espaço como sendo "cheio de recursos" e prevê uma "Grande Inversão" onde surgirá "a comercialização do espaço que se estende por centenas de anos, levando a uma era em que milhões de pessoas viveriam e trabalhariam no espaço". Ele vê a energia e a fabricação pesada ocorrendo no espaço, tendo o efeito de reduzir a poluição na Terra, reduzindo a probabilidade de que algo "ruim aconteça com a Terra". Bezos disse que está tentando mudar a estrutura de custos fundamentais do acesso ao espaço.
Em 23 de novembro de 2015, o veículo espacial New Shepard da Blue Origin passou com sucesso para o espaço, atingindo a altitude de teste planejada de 1009 quilômetros antes de executar um pouso vertical no local de lançamento no oeste do Texas.
Blue Origin está em um extenso programa de testes de voos da New Shepard, que espera começar a transportar "passageiros de teste" em 2017 e iniciar voos comerciais em 2018. A Blue está construindo seis dos veículos para suportar todas as fases de testes e operações: voos de teste sem passageiros, voos com passageiros de teste e operações semanais de passageiros comerciais.
Em junho de 2016, Bezos reiterou seu objetivo a longo prazo para ver quase todas as fábricas de fabricação industrial pesada no espaço como parte de uma entrevista ampla, mas rara. Em setembro de 2016, ele acrescentou que esperava colonizar o sistema solar. Recentemente, Bezos também revelou que estava vendendo cerca de US$ 1 bilhão em ações da Amazon por ano para financiar sua empresa de foguete Blue Origin.
Em julho de 2018, Blue Origin anunciou que tinha a intenção de contribuir para a volta do homem à Lua até 2023.
Bezos realizou um voo espacial através do Blue Origin NS-16 no dia 20 de julho de 2021.

### The Washington Post
Em 5 de agosto de 2013, Bezos anunciou sua compra do The Washington Post por US$ 250 milhões em dinheiro. "Este é um terreno inexplorado", disse ele ao jornal, "e isso exigirá experimentação". Pouco depois do anúncio da intenção de compra, The Washington Post publicou um perfil longo de Bezos em 10 de agosto de 2013. A venda encerrou em 1 de outubro de 2013 e a Nash Holdings LLC de Bezos assumiu o controle.

### Bezos Expeditions
Bezos faz investimentos pessoais através do veículo de capital de risco Bezos Expeditions e apoia empresas em uma ampla gama de indústrias. Ele foi um dos primeiros acionistas da Google, quando investiu US$ 250 mil em 1998. Esse investimento resultou em 3,3 milhões de ações do Google, no valor de US$ 3,1 bilhão. Ele também investiu na Unity Biotechnology, uma empresa de pesquisa de extensão de vida que espera retardar ou parar o processo de envelhecimento.
Uma lista parcial de empresas que foram financiadas pelo menos em parte pelas expedições de Bezos incluem:
- Airbnb - mercado de aluguel de casas online
- Aviary - software (edição de fotos)
- Basecamp - software (gerenciamento de projetos)
- Behance - rede de auto-promoção
- Blue Origin - Viagem espacial
- Business Insider - publicação
- Crowdrise - plataforma de doação de caridade com fins lucrativos
- Domo - software (business intelligence)
- D-Wave - Computação quântica
- General Assembly (Escola) - educação tecnológica [carece de fontes?]
- General Fusion - Energia sustentável (Fusão nuclear)
- Glassybaby - apoia pacientes com câncer
- Google - Motor de busca
- Juno Therapeutics - cancer biofarmacêutico
- Kongregate - jogos online
- Linden Lab - jogos online (Second Life)
- Lookout - tecnologia (segurança móvel)
- MakerBot Industries - Impressoras 3D
- MFG.com - fabricante mercado direto
- Nextdoor - redes sociais localizadas
- Pelago - jogos online
- Powerset - mecanismo de busca em linguagem natural
- Pro.com - mercado de serviços domésticos
- Qliance - cuidados de saúde
- Rescale - simulações de computação em nuvem
- Rethink Robotics - robôs de fabricação
- Sapphire Energy - energia sustentável (petróleo bruto de algas)
- Skytap - Computação em nuvem
- Stack Exchange - publicação de tecnologia
- TeachStreet - mecanismo de busca para encontrar professores
- Twitter - redes sociais
- Uber - tecnologia e transporte
- Vessel - serviço de vídeo de inscrição
- Vicarious - inteligência artificial
- Workday - software para empresas
- ZocDoc - software (consultas médicas)

Bezos também se envolveu no setor de saúde, que inclui investimentos nas empresas Unity Biotechnology, Grail, Juno Therapeutics e ZocDoc. Em janeiro de 2018, um anúncio do papel de Bezos em um novo empreendimento de saúde sem nome foi lançado. Este empreendimento deverá ser uma parceria entre a Amazon, JPMorgan Chase e Berkshire Hathaway.

## Filantropia

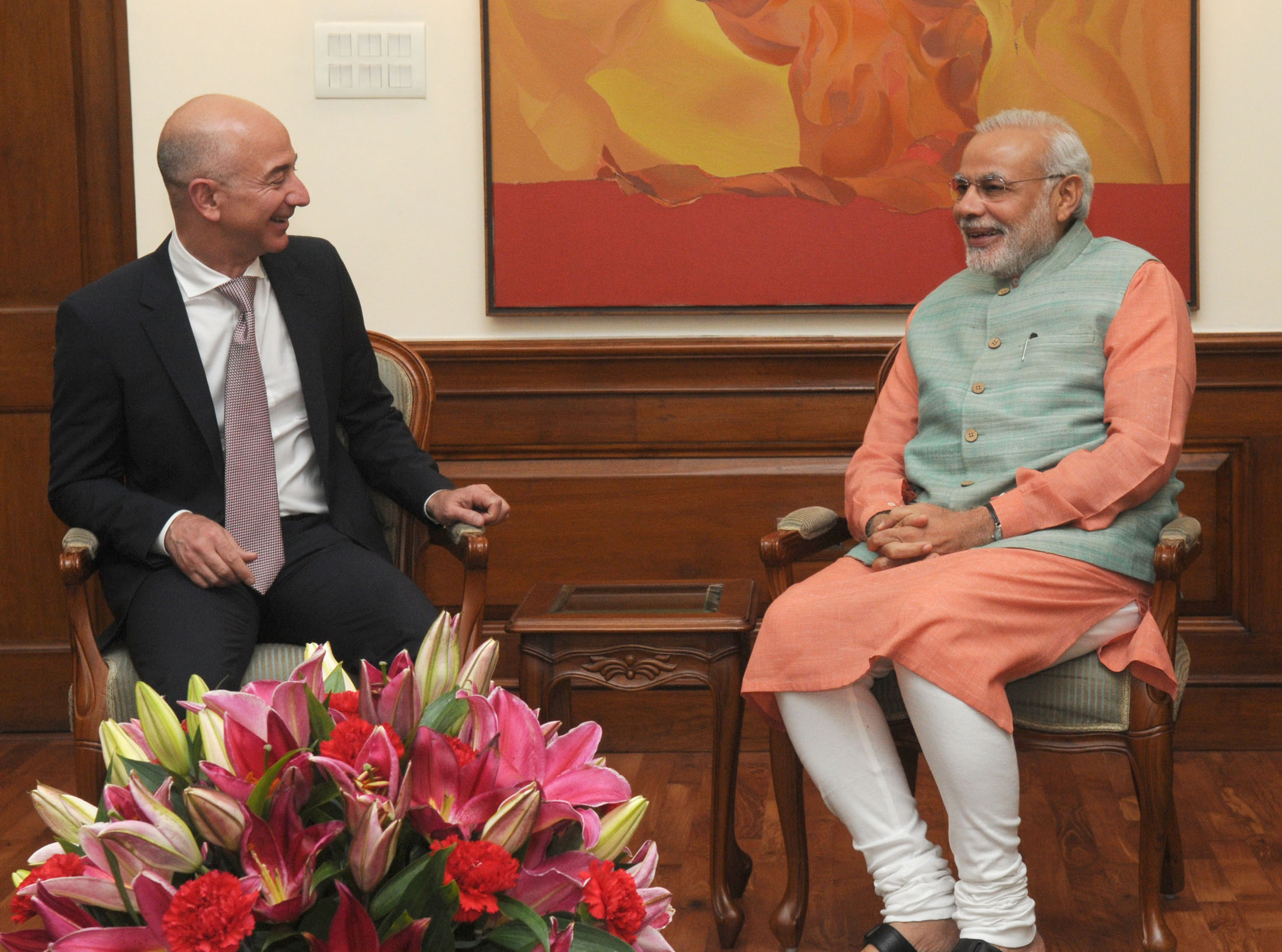
Bezos com o primeiro-ministro indiano Narendra Modi, 2014.

Em julho de 2012, Bezos e sua esposa doaram pessoalmente US$ 2,5 milhões para apoiar um referendo sobre casamento de pessoas do mesmo sexo que foi aprovado com sucesso em Washington. Em janeiro de 2018, eles anunciaram uma doação de US$ 33 milhões para o TheDream.US, um fundo de bolsas de estudos para imigrantes indocumentados trazidos para os Estados Unidos quando eram menores de idade.
Projetos sem fins lucrativos financiados pela Bezos Expeditions incluem:
- Centro Bezos de Inovação no Museu de História e Indústria de Seattle - US$ 10 milhões[68]
- Recuperação de dois motores Rocketdyne F-1 do primeiro estágio do foguete Saturn V da superficie do Oceano Atlântico.[69] Eles foram identificados positivamente como pertencendo ao estágio S-1C da missão Apollo 11 em julho de 2013.[70]
- Bezos Center for Neural Circuit Dynamics no Princeton Neuroscience Institute - US$ 15 milhões[71]
- Bezos Family Foundation, uma instituição de caridade educacional[72] A fundação é relatada sendo financiada principalmente pelos pais de Bezos de suas participações na Amazon como investidores iniciais na empresa.[73]

A fundação deu US$ 10 milhões em 2009 e US $ 20 milhões em 2010 para o Fred Hutchinson Cancer Research Center. Bezos também doou US$ 800 000 para o Worldreader, fundado por um ex-funcionário da Amazon.
Em 2021 Bezos anunciou a doação de US$ 1 bilhão a serem aplicados até 2030 para a preservação de 30% do solo e da água do planeta Terra.

## Reconhecimento
Em 1999, foi eleito pela revista Time a Pessoa do Ano. Em 2008, ele foi selecionado pela US News & World Report como um dos melhores líderes dos Estados Unidos. Bezos recebeu um doutorado honorário em Ciência e Tecnologia pela Universidade Carnegie Mellon em 2008. Em fevereiro de 2018, Bezos foi eleito para a Academia Nacional de Engenharia para "liderança e inovação na exploração espacial, sistemas autônomos e construção de um caminho comercial para o voo espacial humano".
Em 2011, o The Economist deu a Bezos e Gregg Zehr um Prêmio de Inovação pelo Kindle da Amazon.
Em 2012, Bezos foi nomeado Businessperson of The Year by Fortune. Ele também é membro do Grupo Bilderberg e participou da conferência de Bilderberg de 2011 em St. Moritz, Suíça, e da conferência de 2013 em Watford, Hertfordshire, Inglaterra. Ele foi membro do Comitê Executivo do Conselho Empresarial entre 2011 e 2012.
Em 2014, ele foi classificado como CEO de melhor desempenho do mundo pela Harvard Business Review.
Ele também foi citado na revista Fortune na lista de 50 grandes líderes do mundo por três anos consecutivos, e ficou no topo da lista em 2015. Em setembro 2016, Bezos foi agraciado com o Prêmio Heinlein para Advances in Space Comercialização, que lhe valeu $ 250 000. O dinheiro do prêmio foi doado aos Estudantes pela Exploração e Desenvolvimento do Espaço pela Bezos.

### Riqueza
A partir de outubro de 2017, Bezos tem sido a pessoa mais rica do mundo, de acordo com Forbes, superando o co-fundador Bill Gates da Microsoft. Em 2022, Bezos possuía 171 bilhões, sendo 2° pessoa mais rica do mundo de acordo com a Forbes, atrás apenas de Elon Musk que possui 219 bilhões.
| Ano  | Bilhões |
| ---- | ------- |
| 2008 | 8,2     |
| 2009 | 6,8     |
| 2010 | 12,6    |
| 2011 | 18,1    |
| 2012 | 23,2    |
| 2013 | 28,9    |
| 2014 | 30,5    |
| 2015 | 34,8    |
| 2016 | 53,2    |
| 2017 | 72,8    |
| 2018 | 112     |
| 2019 | 131     |
| 2020 | 113     |
| 2021 | 200,5   |
| 2022 | 171     |

## Vida pessoal
Em 1992, MacKenzie Tuttle trabalhou com Bezos na D.E Shaw, um fundo de coberturas da cidade de Nova York. Eles se casaram em 1993, e mudaram-se para Seattle em 1994. Bezos e sua esposa são pais de quatro filhos. Divorciaram-se em 2019.
Bezos fez uma aparição no filme "Star Trek Beyond (Star Trek - Sem Fronteiras)", no papel de um oficial alienígena da Frota Estelar, usando uma maquiagem pesada, que não permite reconhecê-lo de imediato. De fato, ele fica irreconhecível por conta da maquiagem.
Em 5 de abril de 2019 se divorciou depois de noticiado pelo National Enquirer de uma relação extraconjugal com Lauren Sánchez, uma antiga apresentadora de televisão. Bezos pediu Sánchez em casamento em maio de 2023. Bezos e Sánchez se casaram em uma cerimônia extravagante em Veneza em 27 de junho de 2025.

### Política
Em 2012, a família Bezos doou US$ 2,5 milhões para uma campanha do estado de Washington para legalizar o casamento entre pessoas do mesmo sexo. Bezos criticou Donald Trump durante as eleições presidenciais de 2016.